# François Rous
François Rous, né François, Joseph, Jean Rous à Prades (Pyrénées-Orientales) le 4 novembre 1828 et mort à Banyuls-sur-Mer (Pyrénées-Orientales) le 28 juin 1897, est un prêtre ayant officié dans son département d'origine et une personnalité du monde viticole. Il est aussi connu sous les noms de Francés Rous ou abbé Rous.

## Biographie
François Rous est ordonné prêtre à Perpignan (Pyrénées-Orientales) le 21 mai 1853 puis devient professeur au Petit-Séminaire de Prades. Il est ensuite nommé vicaire le 1er février 1855 à Rivesaltes (Pyrénées-Orientales) puis le 1er octobre 1860 à la paroisse Saint-Mathieu de Perpignan. Âgé de trente-cinq ans, il est promu curé de Saint-Estève (Pyrénées-Orientales) le 15 décembre 1863. Il est ensuite curé d'Estagel (Pyrénées-Orientales) le 1er novembre 1866, puis de Néfiach (Pyrénées-Orientales) à partir du 1er octobre 1870 et enfin de Banyuls-sur-Mer à compter du 1er mars 1871. Il pose la première pierre de la nouvelle église paroissiale de Banyuls-sur-Mer cette même année et commande une statue de la Vierge Marie au sculpteur Alexandre Oliva pour le maître-autel. L'église est inaugurée en 1888.
Il constate que la vieille église romane de la Rectoria est trop petite pour accueillir tous ses fidèles. Il lui faut l’agrandir et la restaurer. Alors le curé imagine un moyen de financer ses projets sans faire appel à la générosité publique. En 1873 le vin de messe revient à l’abbé Rous. C’est ainsi qu’il se lance dans le commerce des vins, appelés par ses soins «  l’œuvre du vin de messe ». L’affaire devint vite une affaire prospère avec 400 000 francs-or de l’époque, en chiffre d’affaires.
L’abbé Rous joua un grand rôle pour la mise en valeur du vignoble et promoteur du cru du vin de Banyuls-sur-Mer.
Il imagina alors un moyen de financer ses projets et organisa un négoce.
Son premier souci et d’acquérir des celliers où il entreposerait des vins du cru mais aussi des vins de la plaine, ce qui lui donnerait la possibilité de fournir des vins de qualité qu’il pourrait laisser vieillir et qui feraient les délices des ecclésiastiques.
En effet, il faut savoir que le clergé de France constitue pour son entreprise un bon  réseau de distribution et une clientèle fort appréciable. De ce fait il doit normalement suivre certaines règles dont la suivante : être un vin naturel et pas trafiqué.
Dès ce moment-là l’œuvre du vin de messe devint rapidement une affaire commerciale prospère.
En 1872, le ministère des Cultes jugea que l’on pouvait laisser le curé continuer en paix son commerce.
Ainsi le curé put construire assez rapidement son église, acheter un presbytère, entretenir deux puis trois vicaires, soutenir des œuvres paroissiales, aider la toute nouvelle paroisse de Cerbère et faire de larges aumônes pour les pauvres et aider les personnes dans le besoin. Sa table était toujours ouverte à ceux qui avaient faim. C’est ainsi qu’il aida largement à vivre Aristide Maillol, jeune artiste peintre à ces débuts puis sculpteur ensuite et qui le remercia en peignant un tableau représentant l’abbé Rous grandeur nature.
Mais en 1879 tout fut remis en question avec la montée de l’opposition républicaine dans la politique française.
La municipalité ainsi que 28 négociants et propriétaires commencèrent à prendre ombrage de ce négoce, jugeant que l’abbé leur faisait un grand préjudice financier.
Ceux-ci adressèrent une violente dénonciation au ministre des Cultes. En 1888, le conseil général des Pyrénées-Orientales lui interdit de commercer.
Sous la pression après toutefois une résistance et une persévérance, l’abbé Rous doit se résigner.
Il meurt en 1896. L’œuvre disparaîtra avec lui.
Reste à ce jour l’église de Banyuls-sur-Mer et ce tableau peint par Aristide Maillol.

## Publications
- (ca) Catalanes d'Estagell y d'altres endrets : aqui se parle, tal com se pot, lo catala del païs, Perpinya, Chez Charles Latrobe, imprimeur-libraire, chez Honoré Saint-Martory, libraire et à Estagell chez l'auteur, 1870 (lire en ligne).
- Francés Rous, Catalanes y catalanades : parlar rossellonés, Espira-de-l'Agly, P. Jammet, 1873, 207 p., in-16 (BNF 31256157)